# Nomizu Katsumi
Nomizu Katsumi (jap. 野水 克己; * 1. Dezember 1924 in Ōsaka; † 5. November 2008 in Providence (Rhode Island)) war ein japanischer Mathematiker, der sich mit Differentialgeometrie befasste.

## Leben
Nomizu studierte an der Universität Ōsaka mit dem Abschluss 1947. Danach war er an der Sorbonne und an der University of Chicago bei S. S. Chern, bei dem er 1953 promoviert wurde (Invariant affine connections on homogeneous spaces). 1955 promovierte er nochmals an der Universität Nagoya und unterrichtete danach an der Katholischen Universität in Ōsaka. Ab 1960 war er Associate Professor und ab 1963 Professor an der Brown University. 1963 veröffentlichte er mit Shōshichi Kobayashi den ersten Band ihres Lehrbuchs Foundations of Differential Geometry, das ein Standardwerk wurde. Er war einer der Gründer des ersten US-amerikanisch-japanischen Seminars zur Differentialgeometrie in Kyōto 1965.
1991 erhielt er den Alexander-von-Humboldt-Forschungspreis und 1997 die Wilhelm Blaschke Medaille.
Für die American Mathematical Society gab er verschiedene Bände von Übersetzungen aus der Zeitschrift „Sugaku“ der Japanischen Mathematischen Gesellschaft heraus.
Er war verheiratet und hatte vier Kinder.

## Schriften
- Lie groups and differential geometry, Publ. Mathematical Society of Japan, Band 2, 1956
- mit Shoshichi Kobayashi: Foundations of Differential Geometry, 2 Bände, Wiley-Interscience, 1963, 1969 (Reprint bei Wiley Classics 1996)
- Fundamentals of Linear Algebra, McGraw Hill 1966
- mit Takeshi Sasaki: Affine differential geometry: geometry of affine immersions, Cambridge University Press 2004